# Deuce Lutui
Taitusi Lutui, detto Deuce (Haʻapai, 5 maggio 1983), è un ex giocatore di football americano tongano che ha giocato nel ruolo di guardia. Fu scelto nel corso del secondo giro del Draft NFL 2006 dagli Arizona Cardinals. Al college ha giocato a football per gli USC Trojans.
Lutui è il cugino di Vai Sikahema, il primo giocatore della storia di Tonga ad aver giocato nella NFL.

## Carriera professionistica

### Arizona Cardinals
Lutui fu scelto nel corso del secondo giro (41º assoluto) del Draft 2006 dagli Arizona Cardinals, dove si riunì col suo ex compagno ad USC Matt Leinart. Nella sua stagione da rookie, Lutui giocò 9 gare come titolare. Nel 2007, le gare da titolare furono 15. Nel 2008, egli giocò da titolare tutte le 16 gare stagione coi Cardinals che vinsero la NFC West con un record di 9-7 e Lutui fu parte della linea offensiva che concesse al quartervack dei Cardinals Kurt Warner di superare i record stagionali di passaggi completati e passaggi da touchdown. Essi giocarono dei sorprendenti playoff e raggiunsero il Super Bowl XLIII. Durante il Super Bowl, la linea offensiva dei Pittsburgh Steelers includeva Chris Kemoeatu, l'altro tongano presente nella NFL. Nel 2009, Deuce giocò nuovamente tutte le 16 gare dei Cardinals da titolare e la squadra vinse nuovamente la NFC West con un record di 10-6. Anche nel 2010 Lutui giocò tutte le gare stagionali da titolare mentre nel 2011, benché avesse fatto registrare 15 presenze, non giocò alcuna gara da titolare.

### Seattle Seahawks
Lutui firmò coi Seattle Seahawks il 6 aprile 2012. Deuce fu tagliato il 27 agosto dai Seahawks per raggiungere il limite consentito di 75 giocatori nel roster.

## Vittorie e premi
Nessuno

## Statistiche
| Partite totali             | 93 |
| Partite totali da titolare | 72 |
| Fumble recuperati          | 1  |